# Tamar Braxton
Tamar Estine Braxton (sinh ngày 17/3/1977) là nữ ca sĩ, nghệ sĩ người Mỹ. Braxton bắt đầu sự nghiệp từ năm 1990 với tư cách là một thành viên của The Braxtons, ban nhạc R&B do cô và các chị ruột của cô thành lập. Sau khi ra mắt album đầu tiên So Many Ways (1996) không lâu, nhóm tan rã, nữ ca sĩ chuyển sang hát solo. Năm 2000, cô phát hành album đầu tay cùng tên với hãng đĩa DreamWorks Records. Tới năm 2013, cô ra mắt album thứ hai, Love and War (hãng Epic Records), album này từng đạt tới hạng hai trên bảng xếp hạng Billboard 200. Hai album thứ tư và thứ năm lần lượt là Call All Lovers (2015) và Bluebird of Happiness (2017). Tính tới nay, Tamar  đã giành được một giải BET và ba giải âm nhạc Soul Train. Cô cũng từng có bốn đề cử giải Grammy.
Trong khoảng thời gian từ năm 2011 tới 2020, Braxton cùng mẹ và các chị góp mặt trong chương trình truyền hình về chính gia đình mình, Braxton Family Values. Cô cũng là một trong những MC của talk show The Real từ 2013 đến 2016, chương trình mang về cho cô hai đề cử giải Daytime Emmy. Năm 2019, cô chiến thắng mùa hai của cuộc thi Celebrity Big Brother.

## Đời tư
Braxton là con út trong gia đình, trên cô có bốn chị Toni, Traci, Towanda, Trina, và một anh trai, Michael, Jr. Trong một số phát sóng của chương trình The Real, cô tiết lộ mình bị bệnh bạch biến. Tháng 10/2020, Braxton cũng cho biết cho bị mắc chứng lo âu và căng thẳng.

## Danh sách phim và chương trình
| Năm       | Tên                         | Vai                 | Ghi chú                                                  | Ct            |
| --------- | --------------------------- | ------------------- | -------------------------------------------------------- | ------------- |
| 2011–2020 | Braxton Family Values       | (Chính mình)        | Dàn nhân vật chính                                       | [ 15 ]        |
| 2012      | The Soul Man                | Catherine           | Mùa 1, tập 3                                             |               |
| 2012–17   | Tamar & Vince               | (Chính mình)        | Dàn nhân vật chính                                       |               |
| 2013–16   | The Real                    | (Chính mình)        | Đồng MC                                                  | [ 16 ]        |
| 2015–17   | RuPaul's Drag Race          | Giám khảo khách mời | Mùa 7, tập 7: "Snatch Game" Mùa 9, tập 8: "RuPaul Roast" |               |
| 2015      | Dancing with the Stars      | (Chính mình)        | Thí sinh mùa thi 21                                      | [ 17 ]        |
| 2015      | Being Mary Jane             | (Chính mình)        | Mùa 3, tập 10                                            |               |
| 2017      | In the Cut                  | Jackie              | Mùa 3, tập 4                                             |               |
| 2018      | Redemption of a Dogg        | Angel               |                                                          |               |
| 2019      | Celebrity Big Brother       | (Chính mình)        | Chiến thắng mùa 2                                        | [ 18 ]        |
| 2019      | The Bold and the Beautiful  | Chef Chambre        | 1 tập                                                    | [ 19 ] [ 20 ] |
| 2020      | True To The Game 2          | Ariana              |                                                          |               |
| 2020–nay  | To Catch A Beautician       | Đồng MC             |                                                          | [ 21 ]        |
| 2020      | Legendary                   | Giám khảo khách mời | Tập 8: "Atlantis"                                        |               |
| 2020      | Tamar Braxton: Get Ya Life! | (Chính mình)        | Dàn nhân vật chính, 6 tập                                | [ 22 ]        |
| 2021      | Entertainment Tonight       | (Chính mình)        | Khách mời, đồng MC                                       |               |
| 2021      | Baddies: ATL                | (Chính mình)        | MC tập hội ngộ                                           |               |